# Record du monde de natation dames du 100 mètres nage libre
Progression du record du monde de natation sportive dames pour l'épreuve du 100 mètres nage libre en bassin de 50 et 25 mètres.

## Bassin de 50 mètres
| Temps            | Athlète                 | Naissance | Âge | Nationalité        | Compétition                              | Lieu          | Date              |
| ---------------- | ----------------------- | --------- | --- | ------------------ | ---------------------------------------- | ------------- | ----------------- |
| 1 min 35 s 0     | Martha Gerstung         |           |     | Empire allemand    |                                          | Magdebourg    | 18 octobre 1908   |
| 1 min 26 s 6     | Claire Guttenstein      | 1888      | 22  | Belgique           |                                          | Schaerbeek    | 2 octobre 1910    |
| 1 min 24 s 6     | Daisy Curwen            |           |     | Royaume-Uni        |                                          | Liverpool     | 29 juillet 1911   |
| 1 min 20 s 6     | Daisy Curwen            |           |     | Royaume-Uni        |                                          | Birkenhead    | 10 juin 1912      |
| 1 min 19 s 8     | Fanny Durack            | 1889      | 23  | Australie          | Jeux olympiques Bassin de 100 mètres     | Stockholm     | 9 juillet 1912    |
| 1 min 18 s 8     | Fanny Durack            | 1889      | 23  | Australie          |                                          | Hambourg      | 21 juillet 1912   |
| 1 min 16 s 2     | Fanny Durack            | 1889      | 26  | Australie          |                                          | Sydney        | 6 février 1915    |
| 1 min 13 s 6     | Ethelda Bleibtrey       | 1902      | 18  | États-Unis         | Jeux olympiques                          | Anvers        | 25 août 1920      |
| 1 min 12 s 8     | Gertrude Ederle         | 1906      | 17  | États-Unis         |                                          | Newark        | 30 juin 1923      |
| 1 min 12 s 2     | Mariechen Wehselau      |           |     | États-Unis         |                                          | Paris         | 19 juillet 1924   |
| 1 min 10 s 0     | Ethel Lackie            |           |     | États-Unis         |                                          | Toledo        | 28 janvier 1926   |
| 1 min 09 s 8     | Eleanor Garatti         | 1909      | 20  | États-Unis         |                                          | Honolulu      | 7 août 1929       |
| 1 min 09 s 4     | Albina Osipowich        |           |     | États-Unis         |                                          | San Francisco | 25 août 1929      |
| 1 min 08 s 0     | Helene Madison          | 1913      | 17  | États-Unis         |                                          | Miami Beach   | 14 mars 1930      |
| 1 min 06 s 6     | Helene Madison          | 1913      | 18  | États-Unis         |                                          | Boston        | 20 avril 1931     |
| 1 min 06 s 0     | Willy den Ouden         | 1918      | 15  | Pays-Bas           |                                          | Anvers        | 9 juillet 1933    |
| 1 min 05 s 4     | Willy den Ouden         | 1918      | 17  | Pays-Bas           |                                          | Amsterdam     | 24 février 1934   |
| 1 min 04 s 8     | Willy den Ouden         | 1918      | 17  | Pays-Bas           |                                          | Rotterdam     | 15 avril 1934     |
| 1 min 04 s 6     | Willy den Ouden         | 1918      | 18  | Pays-Bas           |                                          | Amsterdam     | 27 février 1936   |
| 1 min 04 s 5     | Dawn Fraser             | 1937      | 19  | Australie          |                                          | Sydney        | 21 février 1956   |
| 1 min 04 s 2     | Cockie Gastelaars       |           |     | Pays-Bas           |                                          | Amsterdam     | 3 mars 1956       |
| 1 min 04 s 0     | Cockie Gastelaars       |           |     | Pays-Bas           |                                          | Schiedam      | 14 avril 1956     |
| 1 min 03 s 3     | Dawn Fraser             | 1937      | 19  | Australie          |                                          | Townsville    | 25 août 1956      |
| 1 min 03 s 2     | Lorraine Crapp          | 1938      | 18  | Australie          |                                          | Sydney        | 25 octobre 1956   |
| 1 min 02 s 4     | Lorraine Crapp          | 1938      | 18  | Australie          |                                          | Melbourne     | 1er décembre 1956 |
| 1 min 02 s 0     | Dawn Fraser             | 1937      | 19  | Australie          |                                          | Melbourne     | 1er décembre 1956 |
| Nouvelles règles |                         |           |     |                    |                                          |               |                   |
| 1 min 01 s 5 (y) | Dawn Fraser             | 1937      | 21  | Australie          |                                          | Melbourne     | 18 février 1958   |
| 1 min 01 s 4 (y) | Dawn Fraser             | 1937      | 21  | Australie          |                                          | Cardiff       | 21 juillet 1958   |
| 1 min 01 s 2     | Dawn Fraser             | 1937      | 21  | Australie          |                                          | Schiedam      | 10 août 1958      |
| 1 min 00 s 2 (y) | Dawn Fraser             | 1937      | 23  | Australie          |                                          | Sydney        | 23 février 1960   |
| 1 min 00 s 0 (y) | Dawn Fraser             | 1937      | 25  | Australie          |                                          | Melbourne     | 23 octobre 1962   |
| 59 s 9 (y)       | Dawn Fraser             | 1937      | 25  | Australie          |                                          | Melbourne     | 27 octobre 1962   |
| 59 s 5 (y)       | Dawn Fraser             | 1937      | 25  | Australie          |                                          | Perth         | 24 novembre 1962  |
| 58 s 9           | Dawn Fraser             | 1937      | 27  | Australie          |                                          | Sydney        | 29 février 1964   |
| 58 s 9           | Shane Gould             | 1956      | 15  | Australie          |                                          | Londres       | 30 avril 1971     |
| 58 s 5           | Shane Gould             | 1956      | 16  | Australie          |                                          | Sydney        | 8 janvier 1972    |
| 58 s 25          | Kornelia Ender          | 1958      | 15  | Allemagne de l'Est |                                          | Berlin        | 13 juillet 1973   |
| 58 s 12          | Kornelia Ender          | 1958      | 15  | Allemagne de l'Est |                                          | Utrecht       | 18 août 1973      |
| 57 s 61          | Kornelia Ender          | 1958      | 15  | Allemagne de l'Est | Championnats du monde                    | Belgrade      | 8 septembre 1973  |
| 57 s 54          | Kornelia Ender          | 1958      | 15  | Allemagne de l'Est | Championnats du monde                    | Belgrade      | 9 septembre 1973  |
| 57 s 51          | Kornelia Ender          | 1958      | 16  | Allemagne de l'Est |                                          | Rostock       | 4 juillet 1974    |
| 56 s 96          | Kornelia Ender          | 1958      | 16  | Allemagne de l'Est | Championnats d'Europe                    | Vienne        | 19 août 1974      |
| 56 s 38          | Kornelia Ender          | 1958      | 17  | Allemagne de l'Est |                                          | Dresde        | 14 mars 1975      |
| 56 s 22          | Kornelia Ender          | 1958      | 17  | Allemagne de l'Est | Championnats du monde                    | Cali          | 26 juillet 1975   |
| 55 s 73          | Kornelia Ender          | 1958      | 18  | Allemagne de l'Est |                                          | Berlin        | 6 juin 1976       |
| 55 s 65          | Kornelia Ender          | 1958      | 18  | Allemagne de l'Est | Jeux olympiques                          | Montréal      | 19 juillet 1976   |
| 55 s 41          | Barbara Krause          | 1959      | 19  | Allemagne de l'Est | Championnats d'Allemagne de l'Est        | Berlin        | 5 juillet 1978    |
| 54 s 98          | Barbara Krause          | 1959      | 21  | Allemagne de l'Est | Jeux olympiques (s)                      | Moscou        | 20 juillet 1980   |
| 54 s 79          | Barbara Krause          | 1959      | 21  | Allemagne de l'Est | Jeux olympiques (f)                      | Moscou        | 21 juillet 1980   |
| 54 s 73          | Kristin Otto            | 1966      | 20  | Allemagne de l'Est | Championnats du monde                    | Madrid        | 19 août 1986      |
| 54 s 48          | Jenny Thompson          | 1973      | 19  | États-Unis         | Championnats USA (s)                     | Indianapolis  | 1er mars 1992     |
| 54 s 01          | Jingyi Le               | 1975      | 19  | Chine              | Championnats du monde (f)                | Rome          | 5 septembre 1994  |
| 53 s 80          | Inge de Bruijn          | 1973      | 27  | Pays-Bas           | Speedo Grand Prix meet                   | Sheffield     | 28 mai 2000       |
| 53 s 77          | Inge de Bruijn          | 1973      | 27  | Pays-Bas           | Jeux olympiques (d)                      | Sydney        | 20 septembre 2000 |
| 53 s 66          | Lisbeth Lenton          | 1985      | 19  | Australie          | Championnats d'Australie (d)             | Sydney        | 31 mars 2004      |
| 53 s 52          | Jodie Henry             | 1983      | 21  | Australie          | Jeux olympiques (d)                      | Athènes       | 18 août 2004      |
| 53 s 42          | Lisbeth Lenton          | 1985      | 21  | Australie          | Sélections des jeux du Commonwealth (d)  | Melbourne     | 31 janvier 2006   |
| 53 s 30          | Britta Steffen          | 1983      | 23  | Allemagne          | Championnats d'Europe (f)                | Budapest      | 2 août 2006       |
| 52 s 99          | Lisbeth Lenton          | 1985      | 22  | Australie          | Duel in the Pool (r)                     | Sydney        | 3 avril 2007      |
| 52 s 88          | Lisbeth Trickett-Lenton | 1985      | 23  | Australie          | Championnats d'Australie de natation (f) | Sydney        | 27 mars 2008      |
| 52 s 85          | Britta Steffen          | 1983      | 26  | Allemagne          | Championnat d'Allemagne (s)              | Berlin        | 25 juin 2009      |
| 52 s 56          | Britta Steffen          | 1983      | 26  | Allemagne          | Championnat d'Allemagne (f)              | Berlin        | 27 juin 2009      |
| 52 s 22          | Britta Steffen          | 1983      | 26  | Allemagne          | Championnats du monde (rf)               | Rome          | 26 juillet 2009   |
| 52 s 07          | Britta Steffen          | 1983      | 26  | Allemagne          | Championnats du monde (f)                | Rome          | 31 juillet 2009   |
| 52 s 06          | Cate Campbell           | 1992      | 24  | Australie          | Australia grand prix                     | Brisbane      | 2 juillet 2016    |
| 51 s 71          | Sarah Sjöström          | 1993      | 23  | Suède              | Championnats du monde (rf)               | Budapest      | 23 juillet 2017   |

### Meilleurs temps lancés
Il s'agit ici, non pas de records du monde officiels mais des meilleurs temps effectués dans des relais avec ce que l'on appelle un départ lancé.
Mise à jour le 11 août 2016.
| Temps   | Athlète        | Naissance | Âge | Nationalité | Compétition                        | Lieu           | Date            |
| ------- | -------------- | --------- | --- | ----------- | ---------------------------------- | -------------- | --------------- |
| 51 s 59 | Cate Campbell  | 1992      | 22  | Australie   | Jeux du Commonwealth (rf)          | Glasgow        | 29 juillet 2014 |
| 52 s 70 | Penny Oleksiak | 2000      | 16  | Canada      | Jeux olympiques (Record olympique) | Rio de Janeiro | 11 août 2016    |

## Bassin de 25 mètres
| Temps    | Athlète               | Naissance | Âge | Nationalité        | Compétition                         | Lieu              | Date             |
| -------- | --------------------- | --------- | --- | ------------------ | ----------------------------------- | ----------------- | ---------------- |
| 55 s 37  | Kornelia Ender        | 1958      | 18  | Allemagne de l'Est |                                     | Rostock           | 22 février 1976  |
| -----    |                       |           |     |                    |                                     |                   |                  |
| 53 s 99  | Birgit Meineke        |           |     | Allemagne de l'Est |                                     |                   | 1983             |
| -----    |                       |           |     |                    |                                     |                   |                  |
| 53 s 46  | Franziska van Almsick | 1978      | 15  | Allemagne          |                                     | Shanghai          | 6 janvier 1993   |
| 53 s 33  | Franziska van Almsick | 1978      | 15  | Allemagne          |                                     | Beijing           | 10 janvier 1993  |
| 53 s 01  | Jingyi Le             |           |     | Chine              | Championnats du monde               | Palma de Majorque | 2 décembre 1993  |
| 52 s 80  | Therese Alshammar     |           |     | Suède              | Championnats d'Europe               | Lisbonne          | 10 décembre 1999 |
| 52 s 17  | Therese Alshammar     |           |     | Suède              | Championnats du monde               | Athènes           | 17 mars 2000     |
| 51 s 91  | Lisbeth Lenton        | 1985      | 20  | Australie          | Championnats d'Australie (d)        | Melbourne         | 8 août 2005      |
| 51 s 70  | Lisbeth Lenton        | 1985      | 20  | Australie          | Championnats d'Australie (f)        | Melbourne         | 9 août 2005      |
| 51 s 01, | Libby Trickett        | 1985      | 24  | Australie          | Championnats d'Australie (f)        | Hobart            | 10 août 2009     |
| 50 s 91, | Cate Campbell         | 1992      | 23  | Australie          | Championnats d'Australie (f)        | Sydney            | 28 novembre 2015 |
| 50 s 77  | Sarah Sjöström        | 1993      | 23  | Suède              | Coupe du monde de natation FINA (f) | Moscou            | 3 août 2017      |
| 50 s 58  | Sarah Sjöström        | 1993      | 23  | Suède              | Coupe du monde de natation FINA (f) | Eindhoven         | 11 août 2017     |
| 50 s 25  | Cate Campbell         | 1992      | 25  | Australie          | Championnats d'Australie (s)        | Adélaïde          | 26 octobre 2017  |

## 100 yards nage libre
| Temps   | Athlète                    | Naissance | Âge | Nationalité                      | Compétition                         | Lieu        | Date              |
| ------- | -------------------------- | --------- | --- | -------------------------------- | ----------------------------------- | ----------- | ----------------- |
| 47 s 61 | Anne Sophie lecoadic       | 1973      | 19  | États-Unis Université Stanford   | Championnats NCAA (r)               |             | 21 mars 1992      |
| 47 s 56 | Maritza Correia            | 1981      | 21  | États-Unis Université de Georgie | Championnats NCAA (f)               | Austin      | 23 mars 2002      |
| 47 s 47 | Natalie Coughlin           | 1982      | 20  | États-Unis California            | Championnats NCAA (r)               | Austin      | 23 mars 2002      |
| 47 s 42 | Natalie Coughlin           | 1982      | 21  | États-Unis California            | Pac 10                              | Federal Way | 1er mars 2003     |
| 47 s 29 | Maritza Correia            | 1981      | 22  | États-Unis Université de Georgie | Championnats NCAA (f)               | Auburn      | 22 mars 2003      |
| 47 s 00 | Natalie Coughlin           | 1982      | 21  | États-Unis California            | Championnats NCAA (r)               | Auburn      | 22 mars 2003      |
| 46 s 85 | Natalie Coughlin           | 1982      | 25  | États-Unis California            | Championnats des États-Unis (f)     | Atlanta     | 1er décembre 2007 |
| 46 s 81 | Arianna Vanderpool-Wallace | 1990      | 21  | Bahamas Auburn                   | SEC's (p)                           | Gainesville | 19 février 2011   |
| 46 s 81 | Arianna Vanderpool-Wallace | 1990      | 21  | Bahamas Auburn                   | SEC's (f)                           | Gainesville | 19 février 2011   |
| 46 s 61 | Arianna Vanderpool-Wallace | 1990      | 22  | Bahamas Auburn                   | SEC's (r)                           | Knoxville   | 18 février 2012   |
| 46 s 29 | Abbey Weitzeil             | 1996      | 18  | États-Unis Canyons Aquatic Club  | Speedo Winter Junior Nationals (rf) | Federal Way | 13 décembre 2014  |